# Andrés Romero Samaniego
Andrés Antonio Romero Samaniego (Recoleta, Chile, 11 de mayo de 1967) es un  exfutbolista chileno retirado y actual entrenador de la categoría sub-17 de Universidad Católica. Jugó de defensa.

## Trayectoria

### Como futbolista
Llegó a los 17 años a la Primera infantil de Universidad Católica, debutando en el primer equipo en 1984 como puntero derecho, donde no tuvo continuidad. durante la Copa Libertadores de 1986, jugó como lateral derecho ante el América de Cali. Durante la temporada 1989, con Ignacio Prieto como entrenador, debió reasumir dicha posición tras la suspensión de 5 fechas que recibió el titular en el puesto Álex Martínez, logrando ganar el puesto como titular. Durante dicha temporada jugó 32 partidos y marcó 6 goles.
Para la temporada de 1990, en 28 partidos marcó 7 goles. Durante la Copa Libertadores 1990, quedó como vicegoleador de la competición con 6 goles marcados. Además, marcó el gol en la Copa Libertadores de 1993 que significó el triunfó 0:1 como visita ante Barcelona SC en partido válido por los cuartos de final. Su impronta goleadora lo llevó a marcar la apertura de la cuenta ante Saprissa en el partido de vuelta de la Copa Interamericana 1994.
A fines de la temporada 1999, deja el conjunto cruzado, donde es el defensa más goleador en la historia con 31 goles por torneos nacionales.
Tras pasos por Audax Italiano y Unión Española, deja el fútbol profesional a fines de la temporada 2001.

### Como entrenador
Luego de su retiro como futbolista, se desenvolvió como entrenador de las diversas divisiones inferiores de Universidad Católica, entre ellas, la Sub-12, Sub-15 y Sub-17, siendo campeón con estas dos últimas los años 2008 y 2009 respectivamente, en el torneo Fútbol Joven.
Asumió como director técnico de Universidad Católica de forma interina luego del despido de Mario Lepe el 19 de abril de 2012. Estuvo en el primer equipo por 37 días. En el torneo local, tomó al club en la séptima posición para luego ubicarlo en cuarta e introducirlo en play-offs. Finalmente, en cuartos de final contra Unión Española, el equipo resultó eliminado con la posterior destitución de Romero, siendo reemplazado posteriormente por el uruguayo Martín Lasarte.
Actualmente se desempeña como director técnico del equipo Sub-15 de Universidad Católica.

## Selección nacional
Jugó 7 partidos por la Selección de Chile entre 1990 y 1991, siendo convocado por Arturo Salah para formar parte de la nómina que enfrentó la Copa América 1991.

#### Participaciones en Copa América
| Club              | País  | Año          |
| ----------------- | ----- | ------------ |
| Copa América 1991 | Chile | Tercer lugar |

### Partidos internacionales
| Partidos internacionales | Partidos internacionales | Partidos internacionales                                         | Partidos internacionales | Partidos internacionales | Partidos internacionales | Partidos internacionales | Partidos internacionales | Partidos internacionales | Partidos internacionales |
| N.º                      | Fecha                    | Estadio                                                          | Local                    | Resultado                | Visitante                | Goles                    | Asistencias              | DT                       | Competición              |
| ------------------------ | ------------------------ | ---------------------------------------------------------------- | ------------------------ | ------------------------ | ------------------------ | ------------------------ | ------------------------ | ------------------------ | ------------------------ |
| 1                        | 8 de noviembre de 1990   | Estadio Estadual Jornalista Edgar Augusto Proença, Belém, Brasil | Brasil                   | 0-0                      | Chile                    |                          |                          | Arturo Salah             | Copa Expedito Teixeira   |
| 2                        | 9 de abril de 1991       | Estadio Luis "Pirata" Fuente , Veracruz, México                  | México                   | 1-0                      | Chile                    |                          |                          | Arturo Salah             | Amistoso                 |
| 3                        | 22 de mayo de 1991       | Estadio Lansdowne Road, Dublín, Irlanda                          | Irlanda                  | 1-1                      | Chile                    |                          |                          | Arturo Salah             | Amistoso                 |
| 4                        | 30 de mayo de 1991       | Estadio Santa Laura, Santiago, Chile                             | Chile                    | 2-1                      | Uruguay                  |                          |                          | Arturo Salah             | Amistoso                 |
| 5                        | 19 de junio de 1991      | Estadio Modelo, Guayaquil, Ecuador                               | Ecuador                  | 2-1                      | Chile                    |                          |                          | Arturo Salah             | Amistoso                 |
| 6                        | 26 de junio de 1991      | Estadio Centenario, Montevideo, Uruguay                          | Uruguay                  | 2-1                      | Chile                    |                          |                          | Arturo Salah             | Amistoso                 |
| 7                        | 30 de junio de 1991      | Estadio Nacional, Santiago, Chile                                | Chile                    | 3-1                      | Ecuador                  |                          |                          | Arturo Salah             | Amistoso                 |
| Total                    | Total                    | Total                                                            | Presencias               | 7                        | Goles                    | 0                        |                          |                          |                          |

| Selección chilena | Selección chilena | Selección chilena |
| Año               | Partidos          | Goles             |
| ----------------- | ----------------- | ----------------- |
| 1990              | 1                 | 0                 |
| 1991              | 6                 | 0                 |
| Total             | 7                 | 0                 |

## Clubes

### Como futbolista
| Club                 | País          | Año           | PJ  | Goles | Promedio |
| -------------------- | ------------- | ------------- | --- | ----- | -------- |
| Universidad Católica | Chile         | 1984-1999     | 313 | 31    | 0.1      |
| Audax Italiano       | Chile         | 2000          | 14  | 0     | 0        |
| Unión Española       | Chile         | 2001          | 23  | 0     | 0        |
| Total carrera        | Total carrera | Total carrera | 350 | 31    | 0.09     |

### Como entrenador
| Equipo               | País  | Temporada | Part. | G | E | P | % Victorias | GF | GC | Dif. |
| -------------------- | ----- | --------- | ----- | - | - | - | ----------- | -- | -- | ---- |
| Universidad Católica | Chile | 2012      | 7     | 3 | 3 | 1 | 57.15%      | 14 | 8  | +6   |

## Palmarés

### Como jugador

#### Títulos nacionales
| Título           | Equipo               | País  | Año    |
| ---------------- | -------------------- | ----- | ------ |
| Primera División | Universidad Católica | Chile | 1984   |
| Primera División | Universidad Católica | Chile | 1987   |
| Copa Chile       | Universidad Católica | Chile | 1991   |
| Copa Chile       | Universidad Católica | Chile | 1995   |
| Primera División | Universidad Católica | Chile | 1997-A |

#### Títulos internacionales
| Título              | Equipo               | País  | Año  |
| ------------------- | -------------------- | ----- | ---- |
| Copa Interamericana | Universidad Católica | Chile | 1994 |

### Como entrenador

#### Títulos nacionales
| Título      | Equipo               | País  | Año  |
| ----------- | -------------------- | ----- | ---- |
| Copa Sub-19 | Universidad Católica | Chile | 2013 |

## Cronología
| Predecesor: Mario Lepe | Director Técnico de Universidad Católica 19 de abril de 2012 - 26 de mayo de 2012 | Sucesor: Martín Lasarte |